# Schlierach
Die Schlierach ist ein rechter Nebenfluss der Mangfall in Oberbayern.

## Name
Die Schlierach wurde zwischen 1078 und 1080 als Slieraha zum ersten Mal urkundlich erwähnt. Der Name leitet sich von mittelhochdeutsch slier „Lehm, Schlamm“ und dem Hydronym -aha ab.

## Geographie

### Verlauf
Das Gewässer entfließt dem Schliersee im Ortsbereich der gleichnamigen Ortschaft unmittelbar nördlich der Halbinsel Freudenberg und verläuft Richtung Norden über Hausham, Agatharied und Miesbach der Mangfall zu, in die es bei deren Flusskilometer 45,72 mündet. Dabei legt die Schlierach eine Strecke von 13,1 km zurück. Sie hat ein Einzugsgebiet von insgesamt 73,4 km². Die durchschnittliche Jahresniederschlagsmenge beträgt für das Einzugsgebiet ca. 1300 l pro m².

### Überleitung
Eine 1929 eröffnete Überleitung leitet Wasser der Mangfall und dann der Schlierach in den Seehamer See, der die Leitzachwerke speist. Die Überleitung hat eine Länge von 7,8 Kilometern, wozu ein 2,5 Kilometer langer Stollen von der Mangfall zur Schlierach und ein 3,3 Kilometer langer Stollen von der Schlierach zum Seehamer See gehören. Die maximale Überleitungsmenge ist durch die Kapazität der Verbindungsleitung und Gerinne auf 14 Kubikmeter je Sekunde begrenzt.

### Zuflüsse
Vom Ursprung zur Mündung. Auswahl.
- Abwinklbach, von links auf etwa 761 m ü. NHN in Hausham
- Nagelbach, von links auf etwa 739 m ü. NHN gegenüber Hausham-Tiefenbach
- Tiefenbach, von rechts auf etwa 726 m ü. NHN zwischen Tiefenbach und Hausham-Agatharied
- Fehnbach, von links auf etwa 720 m ü. NHN in Agatharied
- Auer Bach, von links auf etwa 700 m ü. NHN bei Miesbach-Haidmühl
- Miesbach, am Oberlauf Talergraben, von rechts auf etwa 688 m ü. NHN in Miesbach
- Birkenbach, von links auf etwa 687 m ü. NHN in Miesbach
- Augraben von rechts auf etwa 679 m ü. NHN in Miesbach-Berghalde
- Schopfgraben, von links auf etwa 675 m ü. NHN in Miesbach-Schopfgraben